# Chusquea
Genre
Chusquea est un genre de bambous, originaire d'Amérique. C'est le plus fourni en espèces du monde, on estime qu'il contient 180 espèces.
Les espèces du genre Chusquea se distinguent des autres bambous par leurs  bourgeons multiples, indépendants et dimorphes sur chacun des nœuds.

## Caractéristiques générales
Les espèces du genre Chusquea se caractérisent par des tiges (chaumes) pleines, généralement fistuleuses avec l'âge, habituellement ramifiées. La gaine foliaire est sans oreillettes. Le limbe de forme triangulaire, articulé avec la gaine, est généralement dressé, sans pseudo-pétiole.
Les nœuds au milieu de la tige présentent un bourgeon central plus grand et deux ou plusieurs bourgeons subsidiaires, plus petits, subégaux, indépendants, linéaires ou verticillés. Tous les bourgeons ont deux ou rarement trois tailles. Ce polymorphisme persiste pendant le développement des ramifications.

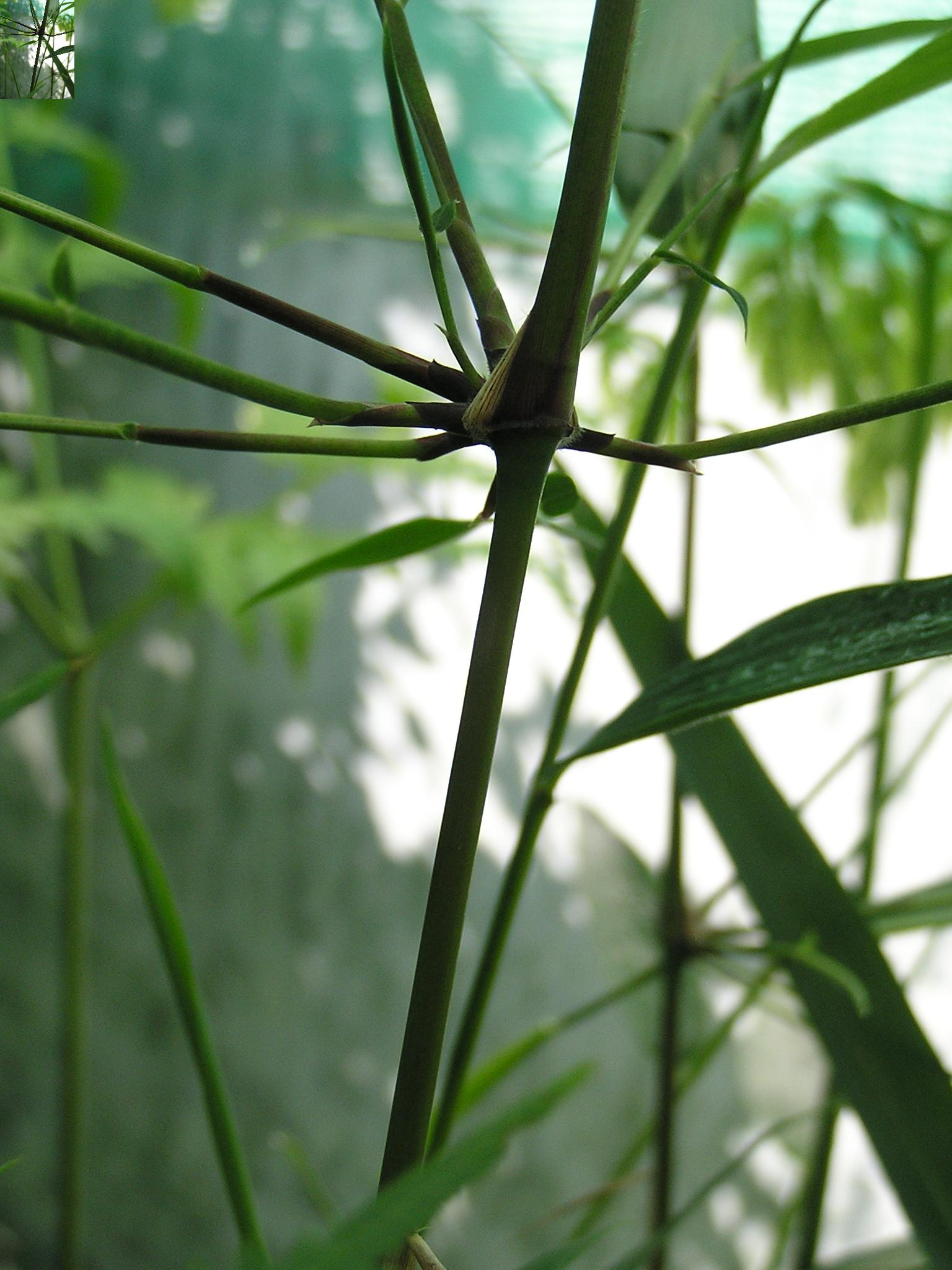
Détail d'un nœud de Chusquea valdiviensis.

Les Chusquea possèdent des rhizomes « amphimorphe » (de « amphi » des deux côtés et « morpho », forme, pour définir des rhizomes de morphologie composite) c'est-à-dire à croissance à la fois monopodiale (leptomorphe) et sympodiale (pachymorphe).
L'inflorescence est généralement une panicule, plus rarement un racème pauciflore.
Les épillets sont cylindriques (térètes), ou comprimés latéralement ou dorsalement. Ils présentent deux glumes et deux lemmes stériles. Le rachillet ne se prolonge pas au-delà de la paléole. Les fleurs sont bisexuées (hermaphrodites). A maturité, la  désarticulation se fait au-dessus des glumes et sous les lemmes stériles.
La fleur compte trois lodicules, trois étamines au filament filiforme, libre, et à l'anthère linéaire, et un ovaire glabre portant deux stigmates. Le fruit est un caryopse.

## Distribution et habitat
L'aire de répartition du genre Chusquea a la plus grande plage latitudinale, entre 24°N à 47°S, s'étendant du Mexique à l'Argentine et au Chili, avec un groupe important au Brésil, et avec une espèce à aire disjointe dans l'archipel Juan Fernández et une autre aux Antilles.     
C'est principalement un genre andin avec 42 % des espèces présentes dans la cordillère entre 2 500 à 3 500 mètres d'altitude, avec un taux d'endémisme de 96 % ; l'aire suivante la plus riche en espèces se trouve dans le sud-est du Brésil et dans certaines parties de l'Uruguay, de l'Argentine et du Paraguay avec 31 % des espèces.
Ce genre est généralement associé aux forêts montagneuses subparamo, paramo, et aux prairies de haute altitude, et se rencontre plus rarement dans les forêts pluviales de basse altitude. Il est  important dans les forêts andines où il forme des populations extensives appelées « carrizales », un important biotope pour les lépidoptères, coléoptères, rongeurs et oiseaux.

## Taxinomie

### Synonymes
Selon GRIN :
- Coliquea Steud. ex Bibra, nom. inval.
- Dendragrostis Nees ex B. D. Jacks., nom. inval.
- Mustelia Steud.
- Neurolepis Meisn.
- Rettbergia Raddi
- Swallenochloa McClure

### Liste d'espèces
Selon The Plant List (9 décembre 2017) :
- Chusquea abietifolia Griseb.
- Chusquea acuminata Döll
- Chusquea acuminatissima (Munro) L.G.Clark
- Chusquea albilanata L.G.Clark & Londoño
- Chusquea amistadensis L.G.Clark, Davidse & R.P.Ellis
- Chusquea anelythra Nees
- Chusquea anelytroides Rupr. ex Döll
- Chusquea angusta (Swallen) L.G.Clark
- Chusquea angustifolia (Soderstr. & C.E.Calderón) L.G.Clark
- Chusquea annagardneriae L.G.Clark, C.D.Tyrrell, Triplett & A.E.Fisher
- Chusquea antioquensis L.G.Clark & Londoño
- Chusquea aperta L.G.Clark
- Chusquea arachniformis L.G.Clark & Londoño
- Chusquea aristata Munro
- Chusquea aspera L.G.Clark
- Chusquea asymmetrica (L.G.Clark) L.G.Clark
- Chusquea attenuata (Döll) L.G.Clark
- Chusquea baculifera Silveira
- Chusquea bahiana L.G.Clark
- Chusquea bambusoides (Raddi) Hack.
- Chusquea barbata L.G.Clark
- Chusquea bilimekii E.Fourn.
- Chusquea bradei L.G.Clark
- Chusquea caparaoensis L.G.Clark
- Chusquea capitata Nees
- Chusquea capituliflora Trin.
- Chusquea ciliata Phil.
- Chusquea circinata Soderstr. & C.E.Calderon
- Chusquea coronalis Soderstr. & C.E.Calderon
- Chusquea costaricensis L.G.Clark & March
- Chusquea culeou É.Desv.
- Chusquea cumingii Nees
- Chusquea cylindrica L.G.Clark
- Chusquea decolorata Munro ex L.G.Clark
- Chusquea deficiens Parodi
- Chusquea deflexa L.G.Clark
- Chusquea delicatula Hitchc.
- Chusquea depauperata Pilg.
- Chusquea diversiglumis (Soderstr.) L.G.Clark
- Chusquea dombeyana Kunth
- Chusquea elata (Kunth) L.G.Clark
- Chusquea erecta L.G.Clark
- Chusquea exasperata L.G.Clark
- Chusquea falcata L.G.Clark
- Chusquea fasciculata Döll
- Chusquea fendleri Munro
- Chusquea fernandeziana Phil.
- Chusquea fimbriligulata (L.G.Clark) L.G.Clark
- Chusquea foliosa L.G.Clark
- Chusquea galeottiana Rupr. ex Munro
- Chusquea gigantea Demoly
- Chusquea glauca L.G.Clark
- Chusquea gracilis McClure & L.B.Sm.
- Chusquea grandiflora L.G.Clark
- Chusquea guirigayensis S.M. Niño, L.G. Clark & Dorr
- Chusquea heterophylla Nees
- Chusquea huantensis Pilg.
- Chusquea ibiramae McClure & L.B.Sm.
- Chusquea inamoena Pilg.
- Chusquea juergensii Hack.
- Chusquea laegaardii (L.G.Clark) L.G.Clark
- Chusquea lanceolata Hitchc.
- Chusquea latifolia L.G.Clark
- Chusquea lehmannii Pilg.
- Chusquea leonardiorum L.G.Clark
- Chusquea leptophylla Nees
- Chusquea liebmannii E.Fourn.
- Chusquea ligulata Munro
- Chusquea linearis N.E.Br.
- Chusquea londoniae L.G.Clark
- Chusquea longifolia Swallen
- Chusquea longiligulata (Soderstr. & C.E.Calderón) L.G.Clark
- Chusquea longipendula Kuntze
- Chusquea longiprophylla L.G.Clark
- Chusquea longispiculata L.G.Clark
- Chusquea lorentziana Griseb.
- Chusquea loxensis L.G.Clark
- Chusquea maclurei L.G.Clark
- Chusquea macrostachya Phil.
- Chusquea maculata L.G.Clark
- Chusquea magnifolia L.G.Clark
- Chusquea meyeriana Rupr. ex Döll
- Chusquea microphylla (Döll) L.G.Clark
- Chusquea mimosa McClure & L.B.Sm.
- Chusquea mollis (Swallen) L.G.Clark
- Chusquea montana Phil.
- Chusquea mulleri Munro
- Chusquea nana (L.G.Clark) L.G.Clark
- Chusquea nelsonii Scribn. & J.G.Sm.
- Chusquea neurophylla L.G.Clark
- Chusquea nobilis (Munro) L.G.Clark
- Chusquea nudiramea L.G.Clark
- Chusquea nutans L.G.Clark
- Chusquea oligophylla Rupr.
- Chusquea oxylepis (Hack.) Ekman
- Chusquea oxyphylla Freng. & Parodi
- Chusquea pallida Munro
- Chusquea paludicola L.G.Clark
- Chusquea parviflora Phil.
- Chusquea patens L.G.Clark
- Chusquea perligulata (Pilg.) McClure
- Chusquea perotensis L.G.Clark, G.Cortes & Cházaro
- Chusquea peruviana E.G.Camus
- Chusquea petiolata (Davidse & L.G.Clark) L.G.Clark
- Chusquea picta Pilg.
- Chusquea pinifolia (Nees) Nees
- Chusquea pittieri Hack.
- Chusquea pohlii L.G.Clark
- Chusquea polyclados Pilg.
- Chusquea pulchella L.G.Clark
- Chusquea purdieana Munro
- Chusquea quila Kunth
- Chusquea ramosissima Lindm.
- Chusquea renvoizei L.G.Clark
- Chusquea repens L.G.Clark & Londoño
- Chusquea rigida (L.G.Clark) L.G.Clark
- Chusquea riosaltensis L.G.Clark
- Chusquea rollotii Berry
- Chusquea scabra Soderstr. & C.E.Calderon
- Chusquea scandens Kunth
- Chusquea sclerophylla Döll
- Chusquea sellowii Rupr.
- Chusquea serpens L.G.Clark
- Chusquea serrulata Pilg.
- Chusquea silverstonei (Davidse & L.G.Clark) L.G.Clark
- Chusquea simpliciflora Munro
- Chusquea smithii L.G.Clark
- Chusquea sneidernii Aspl.
- Chusquea spadicea Pilg.
- Chusquea spathacea L.G.Clark
- Chusquea spectabilis L.G.Clark
- Chusquea spencei Ernst
- Chusquea steyermarkii L.G.Clark
- Chusquea straminea Pilg.
- Chusquea stuebelii (Pilg.) L.G.Clark
- Chusquea subtessellata Hitchc.
- Chusquea subtilis Widmer & L.G.Clark
- Chusquea subulata L.G.Clark
- Chusquea sulcata Swallen
- Chusquea talamancensis Widmer & L.G.Clark
- Chusquea tarmensis Pilg.
- Chusquea tenella Nees
- Chusquea tenuiglumis Döll
- Chusquea tessellata Munro
- Chusquea tomentosa Widmer & L.G.Clark
- Chusquea tonduzii Hack.
- Chusquea tovarii L.G.Clark
- Chusquea tuberculosa Swallen
- Chusquea uliginosa Phil.
- Chusquea uniflora Steud.
- Chusquea urelytra Hack.
- Chusquea valdiviensis É.Desv.
- Chusquea villosa (L.G.Clark) L.G.Clark
- Chusquea virgata Hack.
- Chusquea vulcanalis (Soderstr. & C.E.Calderón) L.G.Clark
- Chusquea wilkesii Munro
- Chusquea windischii L.G.Clark

Selon Paleobiology Database (9 décembre 2017) :
- Chusquea oxyphylla

## Utilisation
Les chaumes sont utilisés par les autochtones dans la construction des maisons, la confection de paniers, et dans des cérémonies rituelles. Certaines espèces sont colonises les milieux perturbés de la forêt andine.